# Cynodon convergens
Cynodon convergens là một loài thực vật có hoa trong họ Hòa thảo. Loài này được Ferdinand von Mueller mô tả khoa học đầu tiên năm 1873. Năm 1917, Otto Stapf thiết lập chi Brachyachne, và năm 1922 thiết lập danh pháp Brachyachne convergens. Danh pháp này được coi là chính thức cho tới năm 2015, khi Peterson et al. xác định B. convergens là loài thuộc chi Cynodon và nhóm tác giả chuyển nó trở lại vị trí mà Mueller đã xếp cho nó từ năm 1873.

## Phân bố
Loài này là bản địa miền bắc và miền đông Australia, có tại các bang New South Wales, Lãnh thổ Bắc Úc, Queensland và Tây Úc.

## Hình ảnh

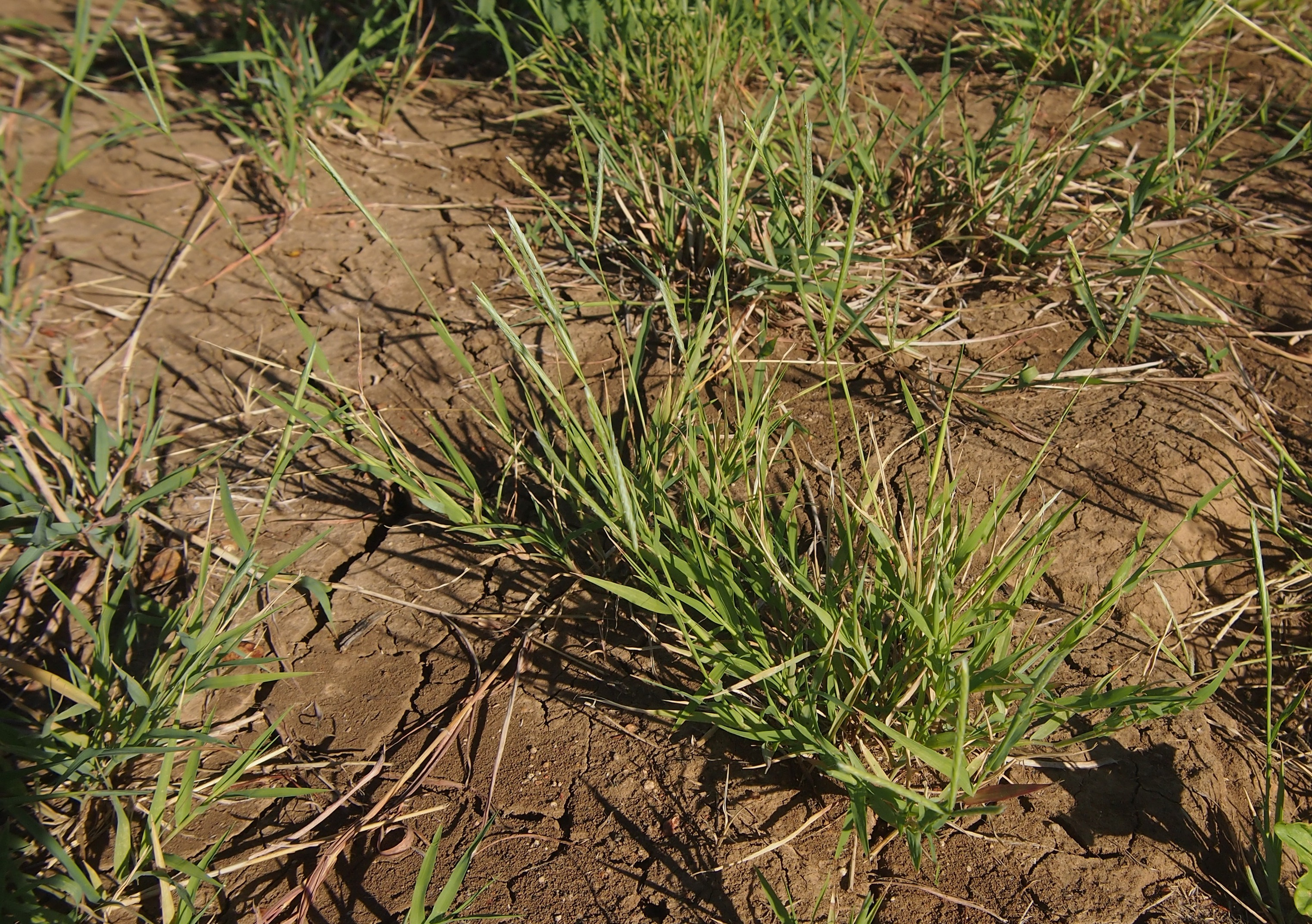